# Euphorbia plenispina
Euphorbia plenispina är en törelväxtart som beskrevs av Susan Carter. Euphorbia plenispina ingår i släktet törlar, och familjen törelväxter.
Artens utbredningsområde är Moçambique. Inga underarter finns listade i Catalogue of Life.